# Poisson d'aquarium
 (janvier 2009).
Si vous disposez d'ouvrages ou d'articles de référence ou si vous connaissez des sites web de qualité traitant du thème abordé ici, merci de compléter l'article en donnant les références utiles à sa vérifiabilité et en les liant à la section « Notes et références ».
Pour une liste centrée sur les espèces, voir Liste de poissons d'aquarium.

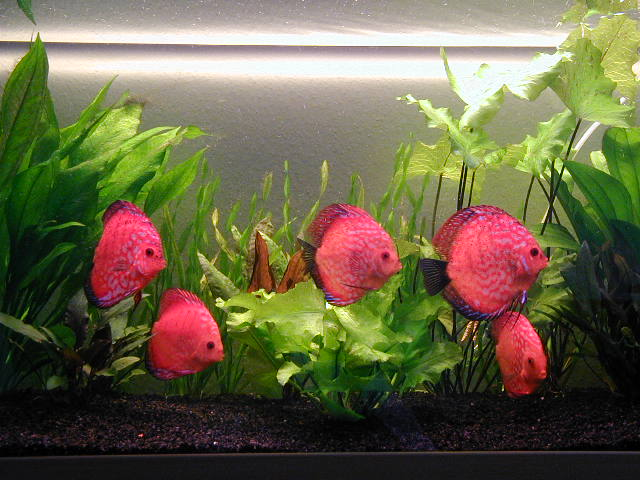
Discus dans un aquarium

Les poissons d'aquarium ou poissons d'ornement sont généralement des petits poissons aux formes originales et colorés, vendus vivants dans le commerce dans le but de servir d'animaux de compagnie et de décoration vivante dans les aquariums décoratifs.
Il existe des centaines d'espèces. Les plus populaires sont le Poisson rouge, le Scalaire, le Discus, le Néon, le Guppy, le Gourami et le Combattant de Siam.

## Origines
Ils sont originaires de toutes les régions du monde. Des mers, des cours d'eau, des régions tropicales et tempérées. Dans les régions du monde d'une très grande biodiversité, tels que le bassin d'Amazonie ou le Lac Tanganyika, on y trouve des dizaines d'espèces différentes.
Les espèces faciles sont élevées dans des fermes d'aquaculture, tandis que les espèces difficiles sont capturées directement dans leur milieu naturel, notamment au Brésil et aux Philippines.
90 % des poissons pour aquarium d'eau douce sont issus d'élevages. Les principaux pays exportateurs de poissons d'ornement d'élevage sont Singapour, Hong-Kong, la Malaisie, la Thaïlande et les Philippines, dans ces pays environ 75 % des poissons élevés sont exportés et le reste est vendu sur place. Les principaux pays importateurs sont les États-Unis, le Japon, l'Allemagne, la France et le Royaume-Uni.
La majorité des poissons destinés aux aquariums marins sont capturés dans leur milieu naturel. La capture se fait à l'aide de filets et d'appâts, parfois à la dynamite. Les chasseurs utilisent souvent du cyanure de sodium pour étourdir les poissons. Ce produit, utilisé également dans l'extraction de l'or, est cependant extrêmement toxique pour l'homme, l'environnement et les espèces marines, y compris les poissons dont il compromet l'espérance de survie en aquarium.

## Élevage
Selon les espèces, le nombre d'individus et de plantes selon la taille du bac, la cohabitation avec d'autres espèces, le choix du décor, l'éclairage ainsi que la nourriture sont importants pour optimiser le cycle de l'azote et assurer le bien-être animal, mais la qualité de l'eau est essentielle pour un poisson d'aquarium. Il faut contrôler en permanence la température, le filtrage, la dureté, l'alcalinité ou l'acidité (pH). Tout cela nécessite l'utilisation de matériel d'aquarium adapté. 

### Alimentation
De nombreux poissons sont omnivores. Ce sont des animaux à sang froid qui consomment très peu d'énergie, et donc consomment peu de nourriture. Dans la nature ils se nourrissent de déchets en suspension dans l'eau, de plantes en décomposition, d'insectes, de larves et d'animaux, vivants ou morts. Certaines espèces ne trouvent pas toujours de la nourriture chaque jour et cela devrait être pareil dans un milieu artificiel.

### Reproduction
Les poissons se reproduisent quand les caractéristiques de l'eau et sa température sont optimales. Les conditions diffèrent d'une espèce à l'autre. Dans la nature ces conditions coïncident souvent avec une période précise de l'année - en effet la météo, en particulier la pluie influence la composition de l'eau. En aquarium les conditions peuvent être obtenues par addition d'eau et réglages du chauffage. Pour certaines espèces de poissons les conditions n'ont jamais pu être obtenues en aquarium.
Les poissons sont généralement ovipares, ils pondent des œufs. Certaines espèces sont ovovivipares et pondent des œufs qui éclosent immédiatement, libérant les alevins, comme chez les guppys, mollys, platys, etc. Certaines espèces de poissons protègent jalousement leurs fruits, alors que d'autres les abandonnent, voire mangent leurs œufs et leurs alevins.

### Santé, espérance de vie
L'espérance de vie varie de 1 à plus de 30 ans suivant les espèces. Les poissons sont sensibles à la qualité et la stabilité de leur milieu et au stress. Ils meurent des suites de la nanification due à une mauvaise maintenance, d'une variation de la composition de l'eau (voir osmorégulation), de pollution, ou d'attaques manquées des prédateurs, bien plus souvent que du vieillissement.

## Domestication
Certaines espèces de poissons, élevées depuis de nombreuses générations par l'homme ont évolué et pris des caractéristiques propres qu'on ne retrouve pas chez les spécimens sauvages. C'est le phénomène de la domestication.
Exemple, les variétés domestiques du Guppy sont de couleur rouge, violet, et jaune, alors que dans la nature ce poisson est de couleur vert olive.
Le Poisson Rouge (Carassius auratus) est le plus ancien poisson domestiqué. Il a été domestiqué il y a plus de 1 000 ans par les chinois. Sa couleur caractéristique a été obtenue par sélection au sein des élevages.
Le Betta splendens (ou combattant du Siam) possède dans ses variétés domestiques de grandes nageoires colorées, parfois handicapantes, alors qu'à l'état sauvage ses nageoires sont beaucoup moins développées. On retrouve le même phénomène chez le poisson rouge et le guppy.
Le Danio, ou Poisson-zèbre, est un animal domestique. Il est courant dans les aquariums, et est utilisé dans les laboratoires de par sa grande robustesse.

## Poissons populaires
Aux États-Unis 12 % des propriétaires d'animaux de compagnie possèdent des poissons d'aquarium.
Selon une enquête effectuée à Hô-Chi-Minh-Ville, Viêt Nam, les espèces les plus populaires sont le Koï, le Poisson rouge, le Discus, le Scalaire, le Guppy, le Combattant, le Xipho et l'Oscar - tous des poissons d'eau douce. La ville exporte plus de 5 millions de poissons d'aquarium par année.
|                    | Nom scientifique     | Origine                           | Taille     | Espérance de vie | élevage ou capture                                              |
| ------------------ | -------------------- | --------------------------------- | ---------- | ---------------- | --------------------------------------------------------------- |
| Poisson rouge      | Carassius auratus    | Nord et centre de la Chine, Japon | 20 à 30 cm | 20 à 25 ans      | domestiqué                                                      |
| Scalaire           | Pterophyllum scalare | Amazonie                          | 15 cm      | 8 ans            | élevage et capture[réf. nécessaire]                             |
| Discus             | Symphysodon          | Amazonie                          | 20 cm      | 8 ans            | le plus souvent élevage[réf. nécessaire]                        |
| Néon               | Paracheirodon innesi | Rio Negro                         | 2,5 cm     | 5 ans            | le plus souvent capture (élevage plus coûteux)[réf. nécessaire] |
| Guppy              | Poecilia reticulata  | Amérique centrale                 | 4 cm       | 2 ans            | domestiqué                                                      |
| Gourami            | Trichogaster         | Asie du Sud-Est                   | 8 à 15 cm  | 8 ans            | élevage                                                         |
| Combattant du Siam | Betta splendens      | Asie du Sud-Est                   | 7 cm       | 2 ans            | domestiqué                                                      |